# كولن تشابمان
كولن تشابمان (بالإنجليزية: Colin Chapman)‏ (و. 1928 – 1982 م) هو مهندس التصميم، ومهندس، ورائد أعمال، وسائق سيارة سباق، ومصمم سيارات بريطاني، ولد في لندن، شارك في لو مان 24 ساعة، توفي في نورتش، عن عمر يناهز 54 عاماً، بسبب نوبة قلبية.

## التعليم
تعلم في كلية لندن الجامعية.

## الخدمة العسكرية
خدم في سلاح الجو الملكي.

## جوائز
حصل على جوائز منها:
- قائد وسام الامبراطورية البريطانية.

## روابط خارجية
- كولن تشابمان على موقع Racing-Reference.info (الإنجليزية)
- كولن تشابمان على موقع DriverDB.com (الإنجليزية)